# Vavřínovité
Vavřínovité (Lauraceae) je velká čeleď nižších dvouděložných rostlin z řádu vavřínotvaré (Laurales). Jsou to aromatické dřeviny převážně se střídavými, jednoduchými a celokrajnými listy a drobnými trojčetnými květy s nerozlišeným okvětím. Čeleď zahrnuje téměř 3000 druhů v asi 50 rodech a je rozšířena zejména v tropech celého světa. Některé druhy rostou i v mírném pásu, v Evropě je to vavřín vznešený ve Středomoří. Ekonomický význam má zejména avokádo, plody hruškovce přelahodného, skořice ze skořicovníku a bobkový list z vavřínu vznešeného. Mnohé druhy jsou vyhledávány pro kvalitní dřevo.

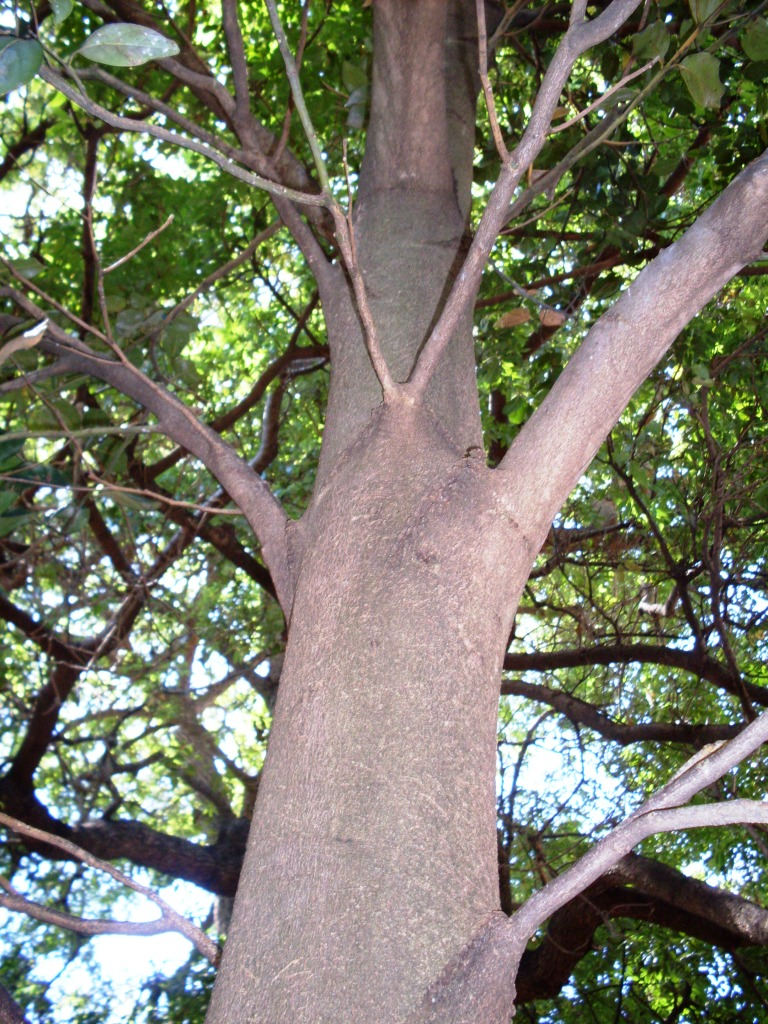
Paořechovec Cryptocarya foetida

## Popis
Zástupci vavřínovitých jsou převážně stálezelené stromy, řidčeji keře. Některé druhy z chladnějších oblastí jsou opadavé. Stromy jsou často mohutné, s hladkou borkou. Někdy mají u paty kmene nevelké kořenové náběhy. Borka při naseknutí často intenzivně voní či páchne. Rod kaňatec (Cassytha) se čeledi zcela vymyká, neboť se jedná o nezelenou parazitickou liánu. Listy jsou jednoduché, celokrajné, řapíkaté, obvykle střídavé, řidčeji vstřícné (např. u skořicovníku) nebo přeslenité, při rozemnutí aromatické, bez palistů, se zpeřenou až síťnatou žilnatinou. Čepel listů je celistvá, pouze výjimečně laločnatá (kašťa, lindera). Častý je obsah silic produkovaných buňkami parenchymu, čepele listů jsou na ploše často drobně žláznatě tečkované.
Rostliny jsou jednodomé nebo dvoudomé. Květy jsou drobné, pravidelné, jednopohlavné nebo oboupohlavné, převážně v bohatých složených úžlabních květenstvích, řidčeji jednotlivé nebo v chudých květenstvích. Květy mívají dobře vyvinutou, dužnatou, miskovitou češuli. Okvětí je většinou trojčetné, složené ze 6 vzhledově podobných lístků ve dvou kruzích. Tyčinky jsou obecně ve 4 kruzích, nejčastěji je přítomno jen 9 fertilních tyčinek a poslední kruh je tvořen sterilními patyčinkami. Semeník je svrchní (někdy částečně zanořený do receptákula), tvořený jediným plodolistem s jednou komůrkou obsahující jediné obrácené vajíčko. Plodem je peckovice s jedním velkým semenem. U některých zástupců je plod částečně nebo zcela obalený zdužnatělým receptákulem.

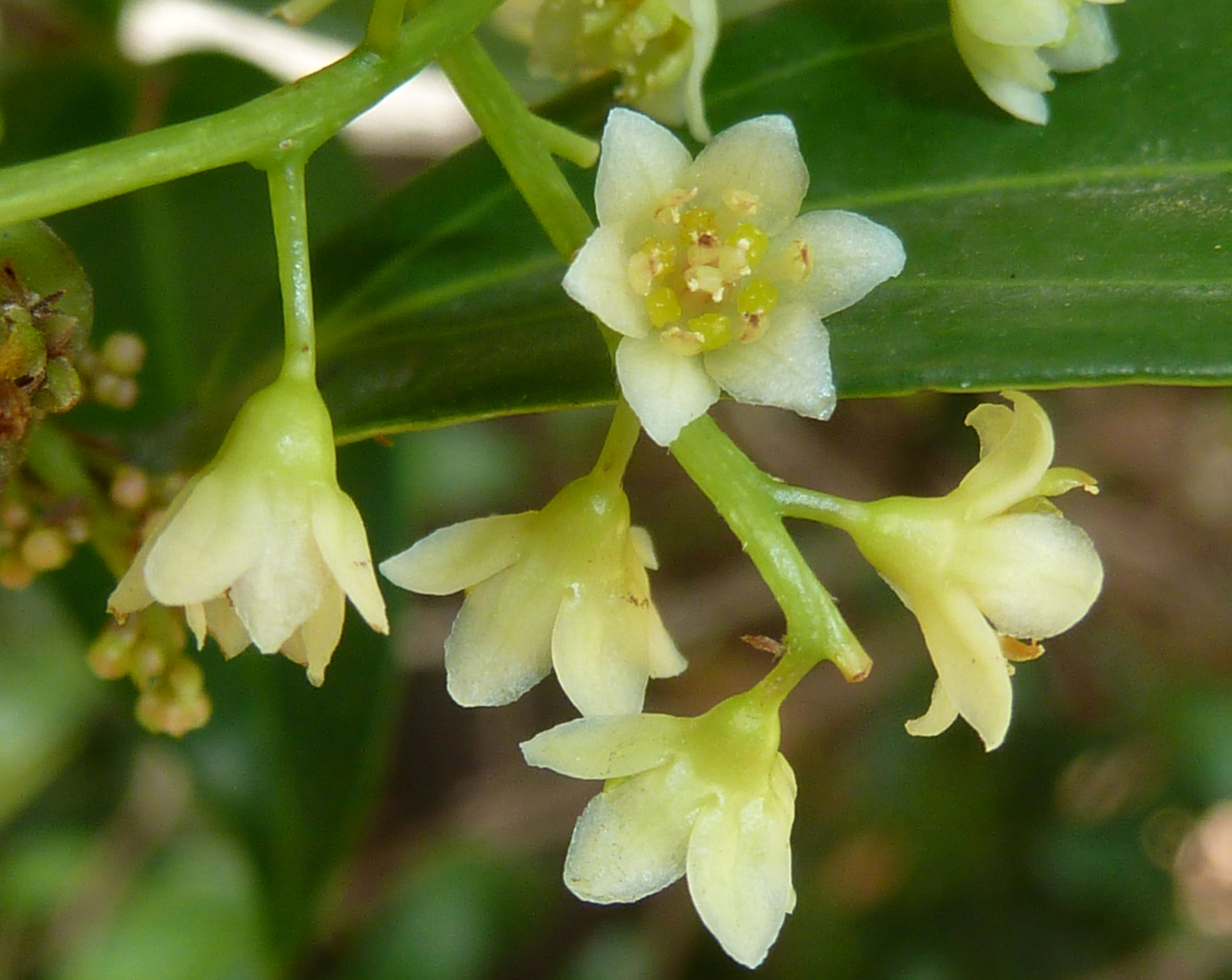
Detail květů skořicovníku Cinnamomum burmannii
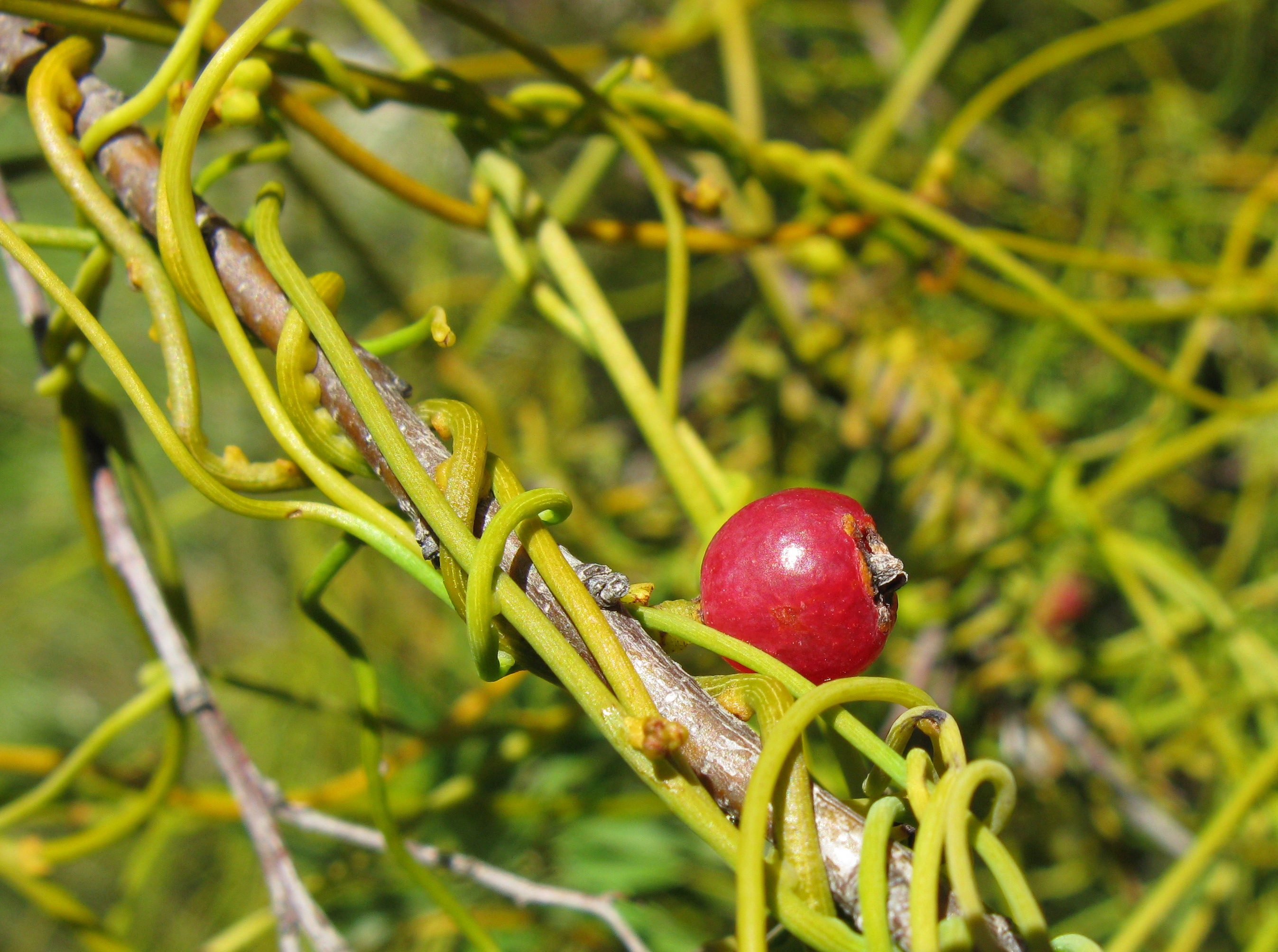
Kaňatec Cassytha ciliolata
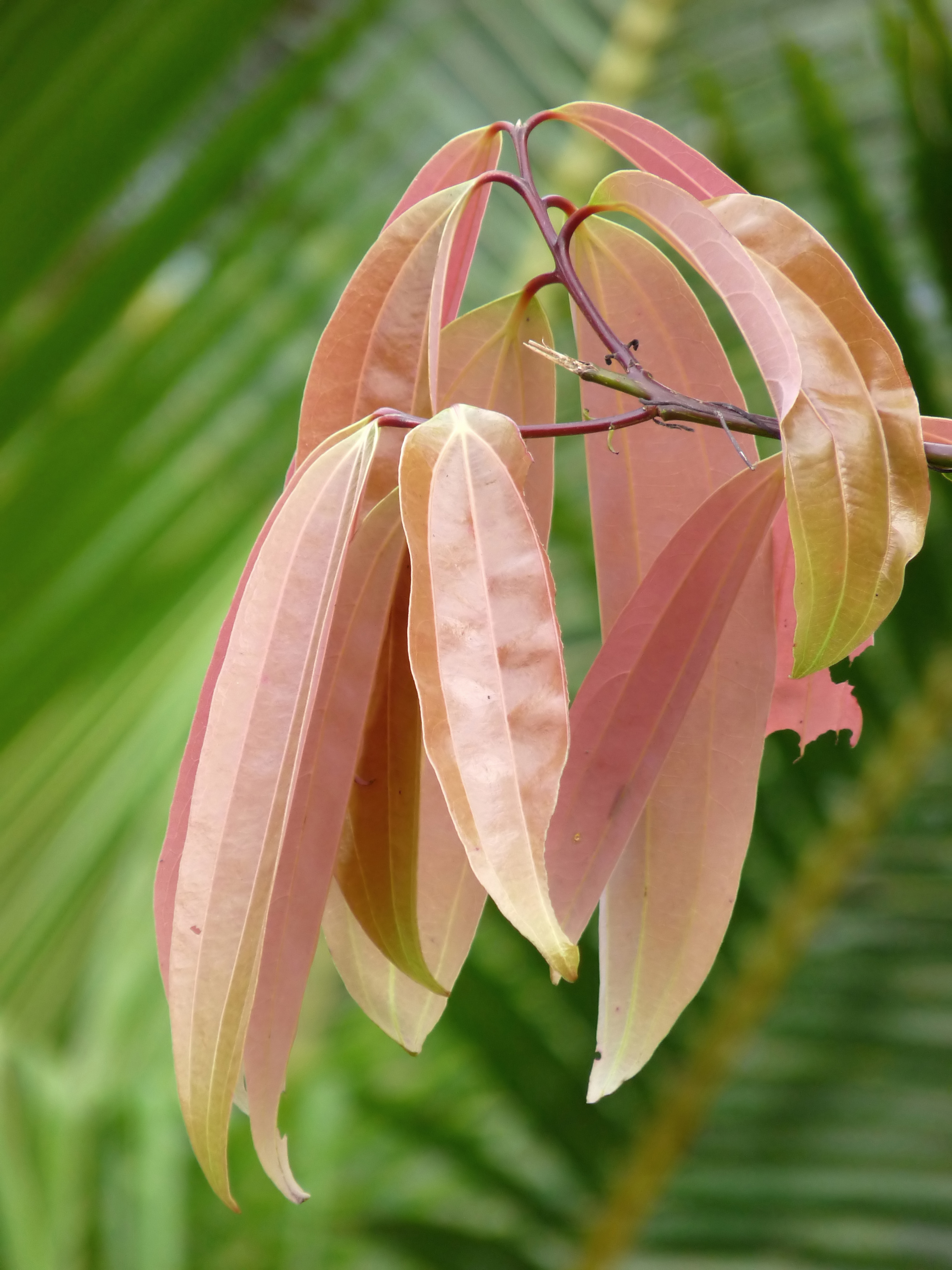
Mladé listy Cinnamomum tamala
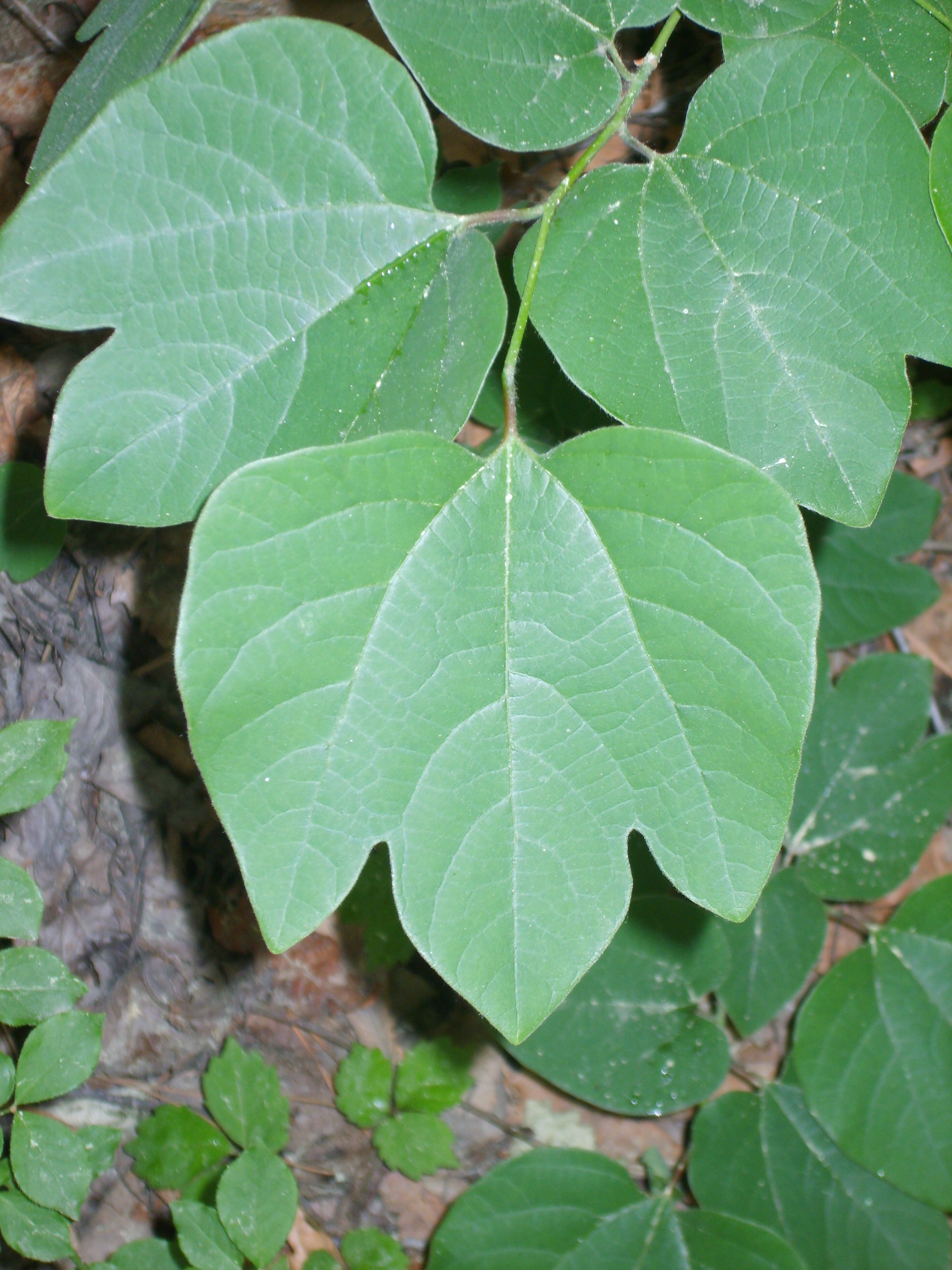
Listy Lindera obtusiloba
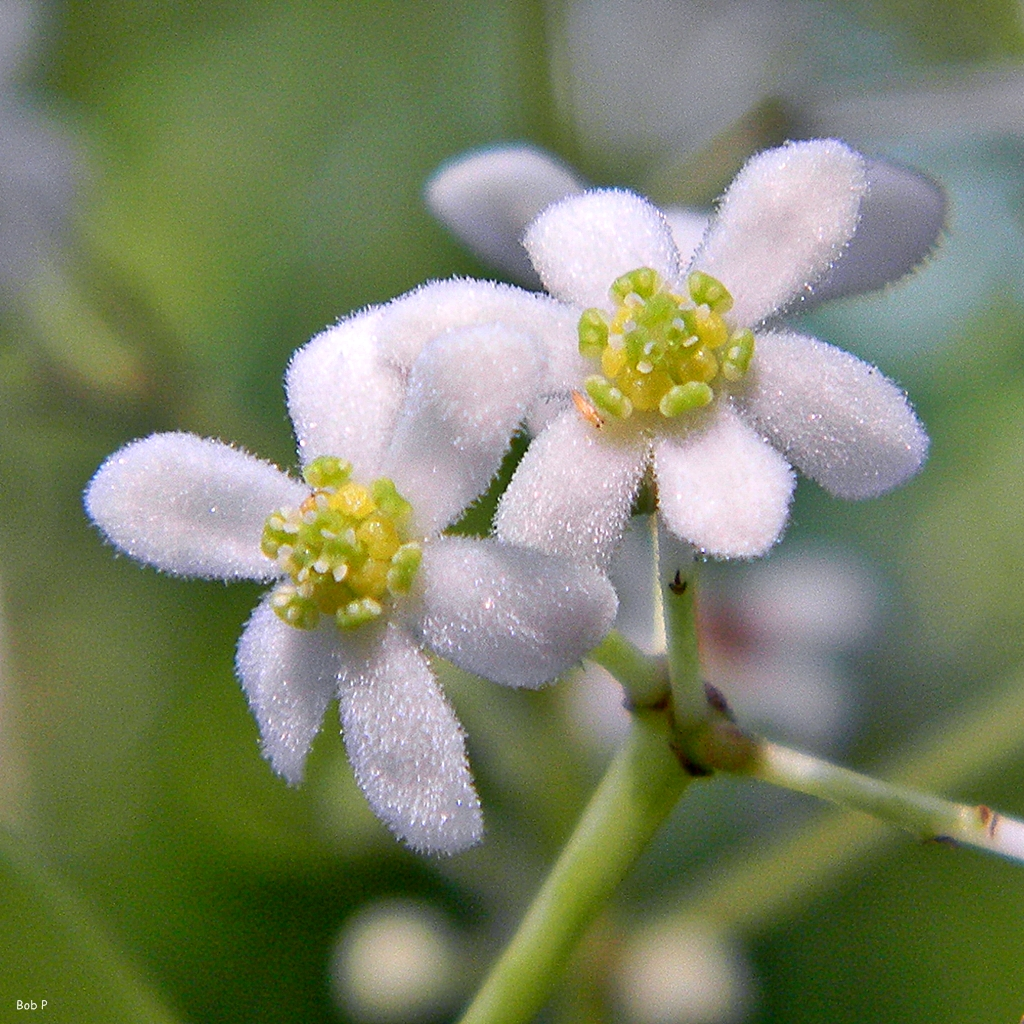
Neobvyklé květy Nectandra coriacea

## Rozšíření
Vavřínovité jsou velká čeleď, zahrnující kolem 50 rodů a 2500–3000 druhů. Je to největší čeleď řádu vavřínotvaré a na druhy nejbohatší čeleď nižších dvouděložných rostlin. Převážná většina (asi 80 %) druhů je soustředěno v rodech čítajících více než 100 druhů. Největší rody jsou litsea (Litsea, asi 400 druhů), obaleň (Ocotea, 350), paořechovec (Cryptocarya, 250), hruškovec (Persea, 200), Beischmiedia (150), Nectandra (120), Phoebe (100) a lindera (Lindera, 100 druhů). Nemalý je také naopak podíl rodů zahrnujících jen 1 nebo několik druhů.
Čeleď je rozšířena v tropech celého světa, v některých oblastech přesahuje do subtropů a několik druhů roste i v mírném pásu. Centra druhové diverzity jsou v severních oblastech Jižní Ameriky, v jihovýchodní Asii a na Madagaskaru. Do mírného pásu zasahují v jižní Evropě, na východě Severní Ameriky, Japonsku, Novém Zélandu a Chile.
V Evropě jsou vavřínovité zastoupeny 2 druhy. V celém Středomoří je rozšířen vavřín vznešený (Laurus nobilis), na Azorských ostrovech vavřín azorský (Laurus azorica). V Severní Americe je zastoupeno celkem 8 rodů: kašťa bělavá (Sassafras albidum), 3 druhy lindery (Lindera), Litsea aestivalis, Umbellularia californica, 3 druhy hruškovce (Persea), pouze na Floridě i Licaria triandra, Nectandra coriacea a Cassytha filiformis.

## Ekologické interakce

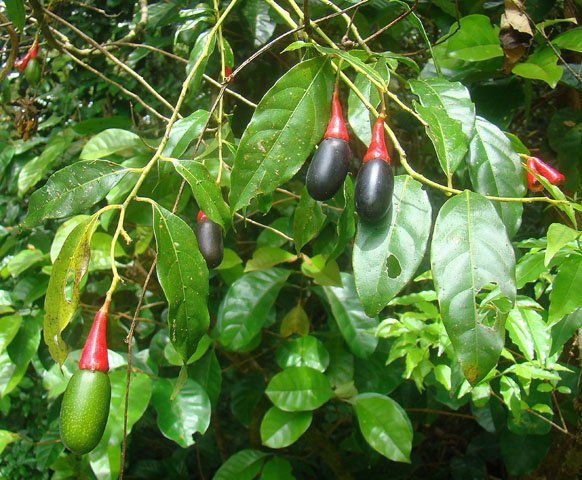
Plody obaleně Ocotea tenera

Samoopylení bývá u jednodomých zástupců zabráněno protogynií. Některé druhy mají vonné květy, jiné nevonné. Navštěvuje je různý hmyz, zejména včely, vosy, mouchy a můry.
Vavřínovité jsou důležitou složkou ekosystémů nížinných i montánních deštných lesů v tropech Starého i Nového světa. Plody jsou častou složkou potravy ptáků, opic a netopýrů aj. savců. V tropické Americe tvoří např. významný zdroj potravy gvačara jeskynního (Steatornis caripensis).
U některých zástupců, např. z rodu skořicovník, jsou v paždí žilek na spodu listů přítomna domatia, v nichž žijí symbiotičtí roztoči.

## Taxonomie
Čeleď Lauraceae je členěna na 2 podčeledi, Cassythoideae a Lauroideae, Lauroideae jsou dále členěny zejména na základě skladby květenství do 3 tribů. Toto členění je však pravděpodobně parafyletické. Vymezení rodů je v čeledi Lauraceae problematické. K determinaci jednotlivých rodů a druhů je často zapotřebí kvetoucí i plodící materiál.
Rod Cassytha, zahrnující nezelené parazitické liány, byl v minulosti řazen do samostatné čeledi Cassythaceae.

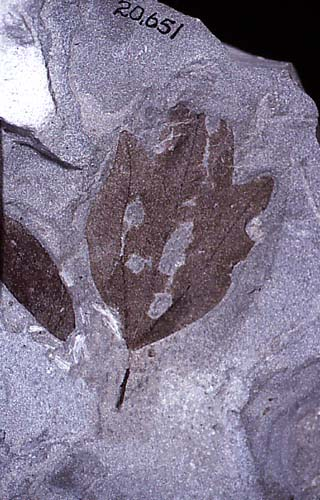
Otisk lindery †Lindera varifolia eocenního stáří

## Prehistorie
Fosilní pozůstatky zástupců čeledi vavřínovité jsou rozsáhlé. Nejstarší nálezy se datují do svrchní křídy (†Crassidenticulum).

## Zástupci
- blaholist (Agathophyllum), syn. Cryptocarya
- hruškovec (Persea)
- kaňatec (Cassytha)
- kašťa (Sassafras)
- lindera (Lindera), též linderovka
- litsea (Litsea), též dvakratec
- obaleň (Ocotea)
- paořechovec (Cryptocarya)
- ravensara (Ravensara), syn. Cryptocarya
- skořicovník (Cinnamomum)
- okoličnatka (Umbellularia)
- vavřín (Laurus)[5][6]

## Význam
Mezi ekonomicky významné zástupce náleží hruškovec přelahodný (Persea americana), poskytující ovoce známé jako avokádo, dále skořicovníky, zejména skořicovník pravý (C. verum) a skořicovník čínský (C. cassia), z jejichž kůry se získává skořice, a vavřín vznešený (Laurus nobilis), jehož sušené listy se používají jako koření pod názvem bobkový list. Z kafrovníku lékařského (Cinnamomum camphora) se získává kafr. Mnohé druhy např. z rodů Ocotea, Beilschmiedia a Litsea jsou vyhledávány pro kvalitní, aromatické dřevo s jemnou strukturou. Z brazilského růžového dřeva (Aniba rosodora) se získávala silice používaná v parfumerii. Z obřích kmenů jihoamerických obalení (Ocotea) vyrábějí domorodci kánoe. Plody Litsea cubeba z východní Asie se používají v parfumerii a jsou komerčním zdrojem citralu.
Některé druhy mírného pásu jsou pěstovány jako sbírkové dřeviny v českých botanických zahradách a arboretech. Je to zejména lindera tupolistá (Lindera obtusiloba), lindera vonná (Lindera benzoin) a kašťa bělavá (Sassafras albidum). Ve sklenících botanických zahrad lze nalézt některé skořicovníky i hruškovec přelahodný. Vavřín vznešený je pěstován i jako mobilní zeleň.

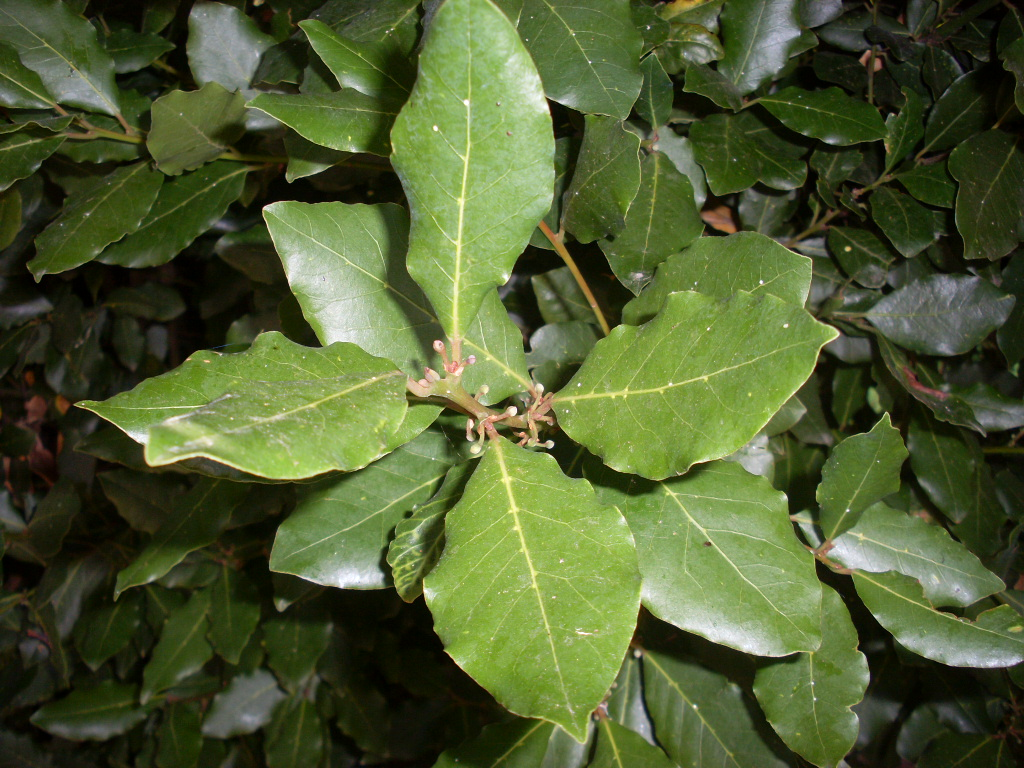
Vavřín vznešený
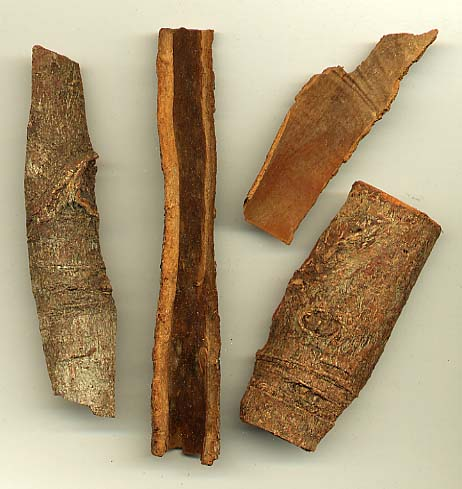
Kůra skořicovníku C. cassia
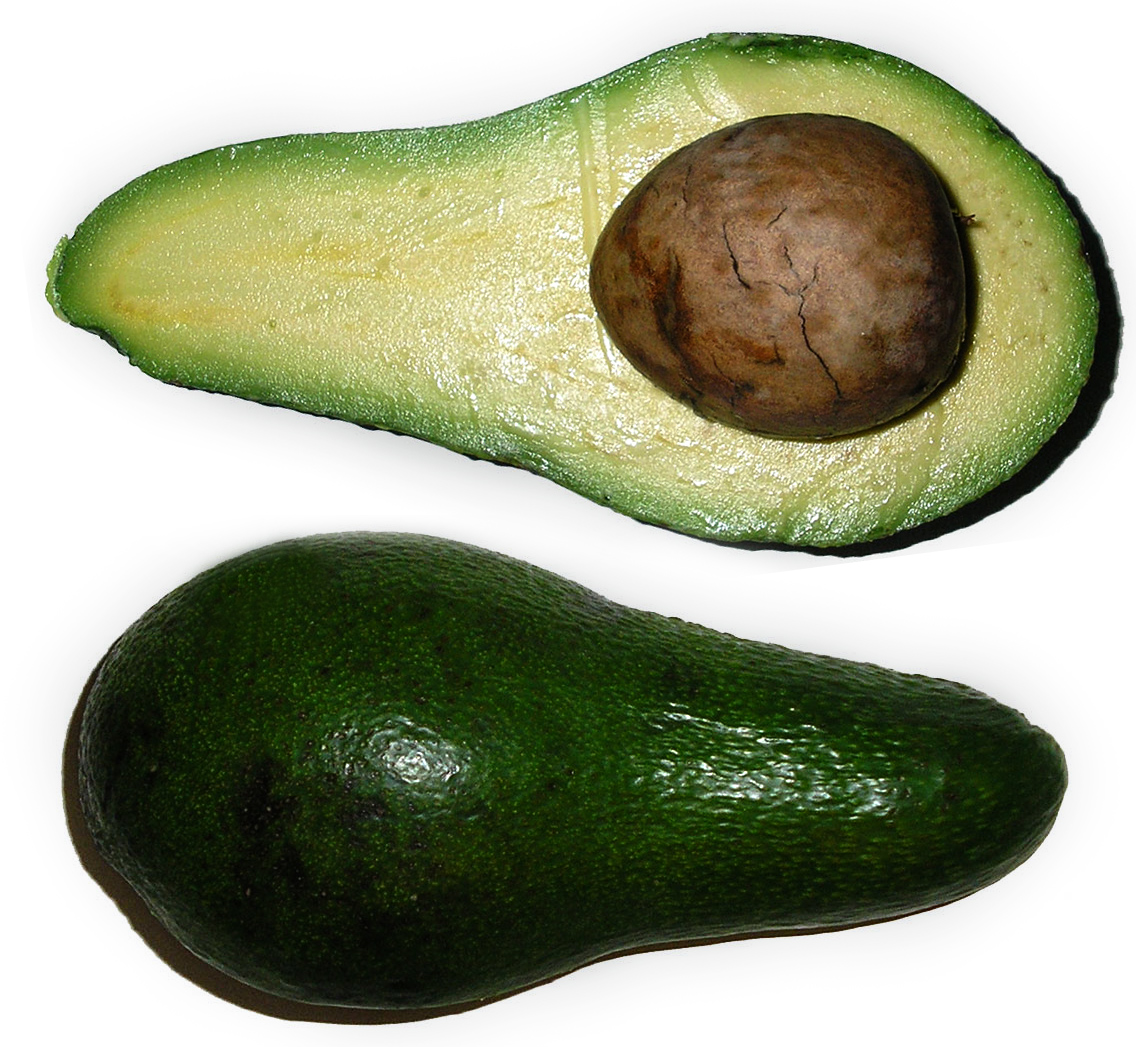
Avokádo
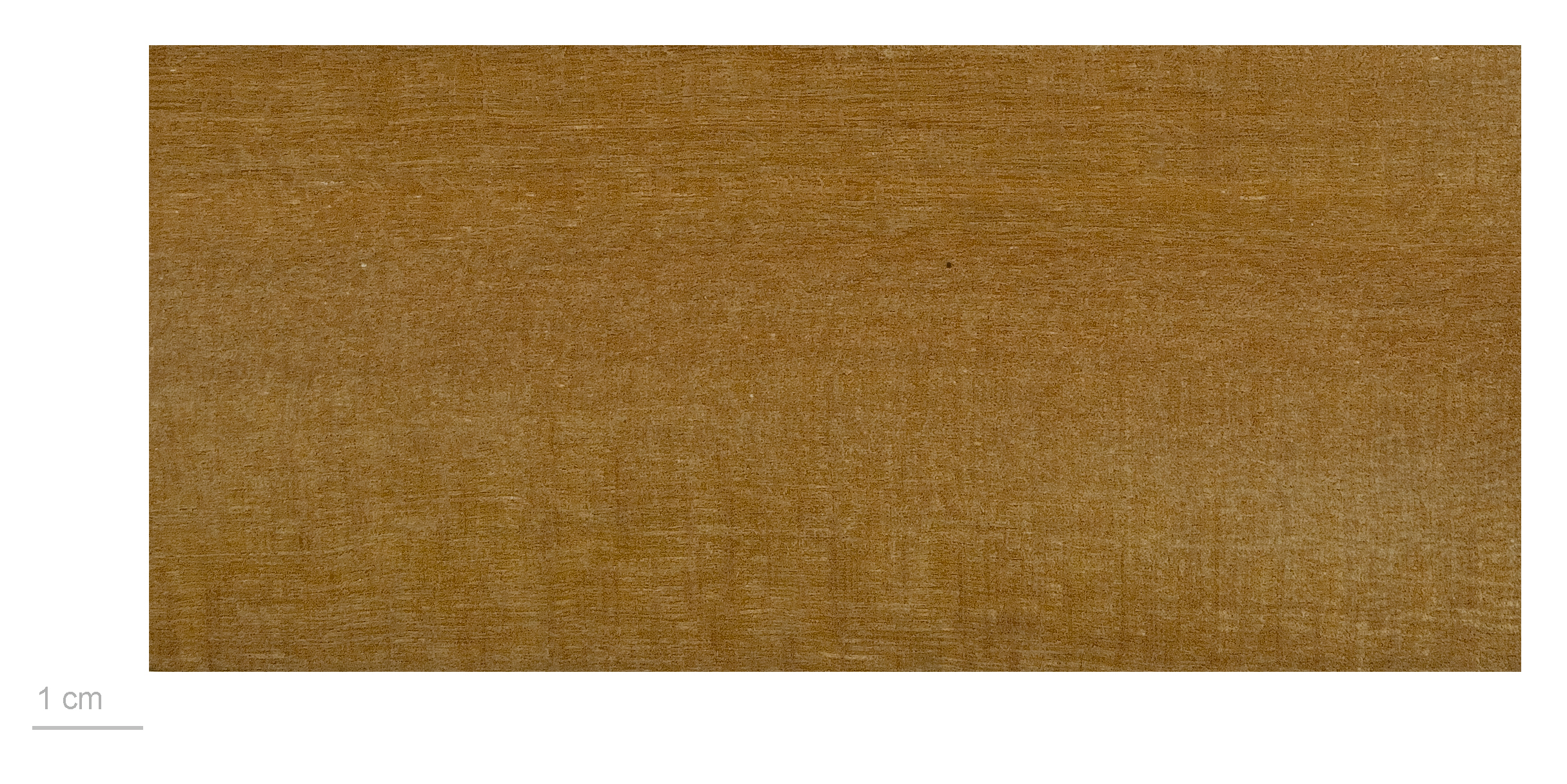
Dřevo Sextonia rubra

## Seznam rodů
Actinodaphne,
Adenodaphne,
Aiouea,
Alseodaphne,
Alseodaphnopsis,
Aniba,
Aspidostemon,
Beilschmiedia,
Caryodaphnopsis,
Cassytha,
Chlorocardium,
Cinnadenia,
Cinnamomum,
Clinostemon,
Cryptocarya (včetně Agathophyllum a Ravensara),
Damburneya,
Dehaasia,
Dicypellium,
Dodecadenia,
Endiandra,
Endlicheria,
Eusideroxylon,
Hexapora,
Hypodaphnis,
Kubitzkia,
Laurus,
Licaria,
Lindera,
Litsea,
Machilus,
Mespilodaphne,
Mezilaurus,
Nectandra,
Neocinnamomum,
Neolitsea,
Nothaphoebe,
Ocotea,
Paraia,
Parasassafras,
Persea,
Phoebe,
Phyllostemonodaphne,
Pleurothyrium,
Potameia,
Potoxylon,
Rhodostemonodaphne,
Sassafras,
Sextonia,
Sinopora,
Syndiclis,
Triadodaphne,
Umbellularia,
Urbanodendron,
Williamodendron,
Yasunia